# Kitty Kenney

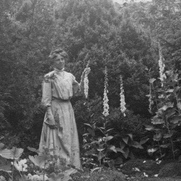
Kitty Kenney im Garten von Eagle House, 1910

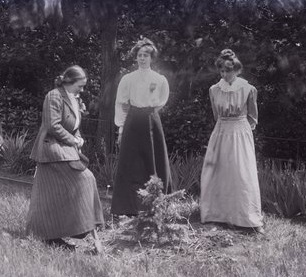
Adela Pankhurst, Kitty und Annie Kenney (von links nach rechts) im Garten von Eagle House, 1910

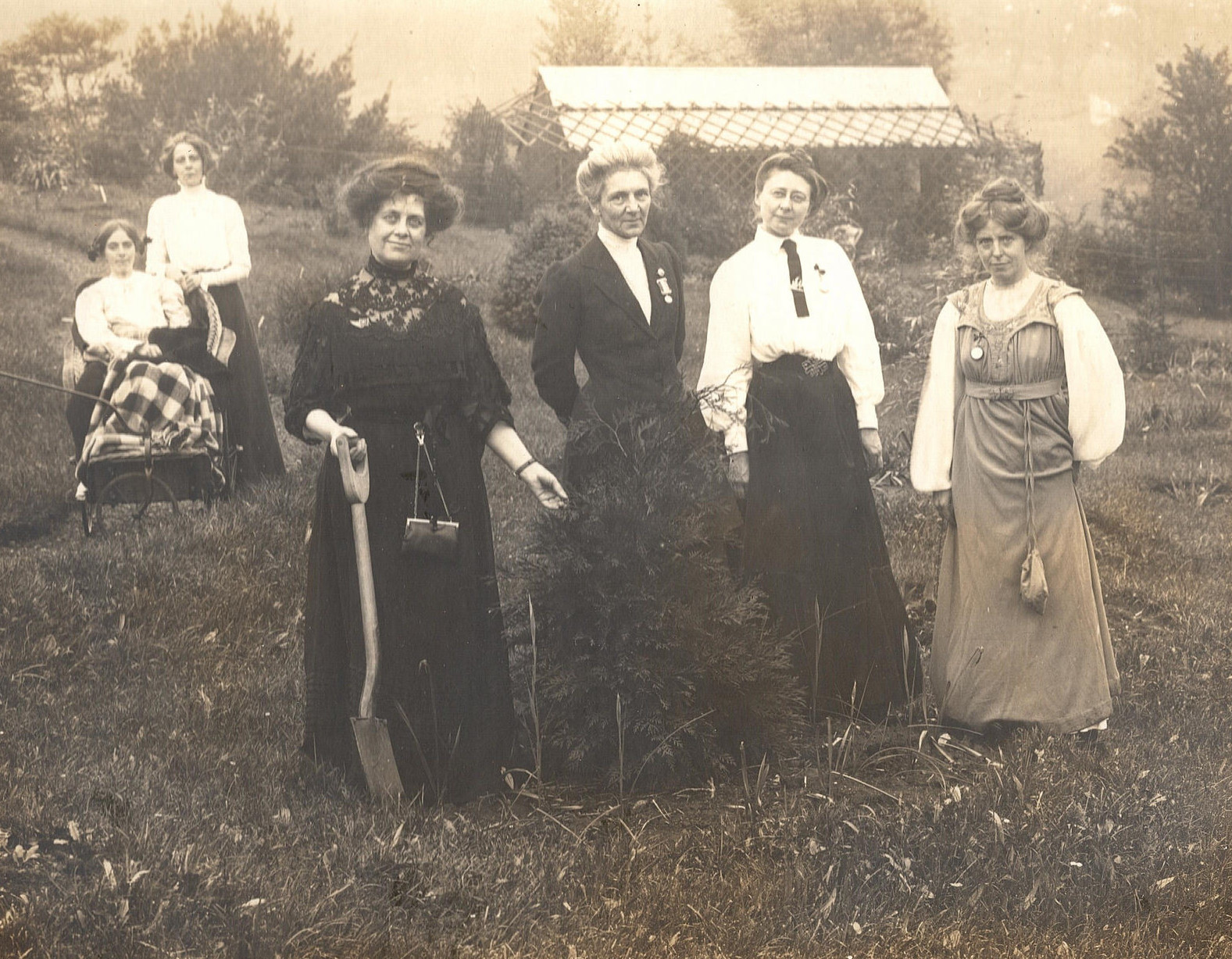
Jennie und Kitty Kenney (hinten), Florence Haig, Marion Wallace Dunlop, Mary Blathwayt und Annie Kenney (von links nach rechts) im Garten von Eagle House, 1911

Caroline (Kitty) Kenney (* 1880 in England; † 1952 in den Vereinigten Staaten) war eine englisch-britische militante Suffragette. Sie gehörte zu denen, die durch ihren Hungerstreik während Haftzeiten bekannt wurde.

## Leben
Kenney war das sechste Kind von zwölf Geschwistern, von denen elf das Säuglingsalter überlebten, und eine der sieben Töchter von Horatio Nelson Kenney (1849–1912) und Anne Wood (1852–1905). Die Familie entstammte der Arbeiterklasse und mehrere Schwestern Kenney waren als Suffragette aktiv, darunter Sarah (Nell), Ann (Annie), Jessica (Jessie), Alice und Jane (Jenny). Annie und Jessie spielten eine führende Rolle in der Women’s Social and Political Union (WSPU). 
Wie ihre älteren Schwestern begann auch Kenney ihr Arbeitsleben als Kinderarbeiterin in den Baumwollspinnereien. Später folgte sie dem Beispiel ihrer jüngeren Schwester Jane und wurde Montessori-Lehrerin. Die Schwester gründeten um 1915 ihre eigene Montessori-Schule Tower Cressy in Campden Hill in Kensington. Tower Cressy diente auch als Erholungszentrum für Suffragetten nach Haft und Hungerstreik.
Im August 1909 wurde Kenney zum ersten Mal nach Eagle House, dem Haus der Blathwayts und auch als Suffragette's Rest bekannt, eingeladen, um sich ihren beiden Schwestern Annie und Jennie anzuschließen.
Im Sommer 1910 kamen Kenney und ihre Schwester Jennie, die beide als Lehrerinnen arbeiteten, ins Eagle House, um sich von einer Krankheit zu erholen. Beide wurden operiert und von den Blathwayts weiter gepflegt und blieben einige Monate dort.
Kenney erhielt wahrscheinlich wie andere Suffragetten von der WSPU eine Hungerstreik-Medaille „für Tapferkeit“.
1916 wurde in New York City die Birch Wathen Lenox School gegründet, eine Grundschule, die Mädchen auf den Eintritt in das Finch College für junge Frauen vorbereiten sollte. Kenney und ihre Schwester Jennie waren dort nachweislich bis zu ihrer Pensionierung im Jahr 1929 als gemeinsame Leiterinnen beschäftigt.
Kenney zog nach Philadelphia und schließlich nach Kalifornien, wo sie 1952 verstarb.